# ハネデューメロン
ハネデューメロン（英: honeydew melon）は、白色系の果皮で橙色の果肉（赤肉）、淡い緑色の果肉（青肉）、白い果肉（白肉）の3種類があるノーネットメロン。
日本では、「ハネジューメロン」「ハネージュメロン」「ハニジューメロン」「ハニーデューメロン」「ハニージューメロン」「ハニージュメロン」等とも呼ばれ、一般的な海外のメロンでもある。

## 概要
名前の由来は、蜂蜜（Honey）のように甘く、果汁が豊富（露：dew）による。フランス地方とアルジェリアで長年栽培される、ホワイトアンティーブ（White Antibes）の品種のメロンである。

## 生産
主にアメリカ南部・メキシコで生産される。また、中国（甘粛省蘭州市）では、アメリカより導入され「白兰瓜（中国語）」「バイランメロン（英語：Bailan melon）」が生産。出荷される。

## 特徴
- 形状は、やや楕円形で中・大玉。果皮が白く、ノーネット。
- 果肉は、橙色・淡い緑色・白い果肉があるが、外観からの区別は、難しい。
- 完熟すると果皮は、黄色を帯びたクリーム色に変色し、さらに追熟するとバナナのようにシュガースポットが現れる。

## 日本での利用
日本では、昭和10年頃、京都の中徳果物店が輸入販売を行い、「羽根十」「羽十」などと称して一般に流通が始まった。主にメキシコ産のものが輸入され、現在も食される海外メロンである。日本ではメロンと言えばマスクメロンのイメージが強く、ノーネットメロンはそのイメージから外れるため、ハネデューメロンは高級品扱いされておらず安価に購入できる。名前を知らないで食していることが多く、イメージもオレンジ色のメロン=ノーネットメロン である。模様がないため、お祝いの席で飾り切りされて出されることもあるが、日本ではメロン自体が高級品扱いされているため、飾り切りされることは他の果物に比べて非常に少ない。